# Stauraumkanal

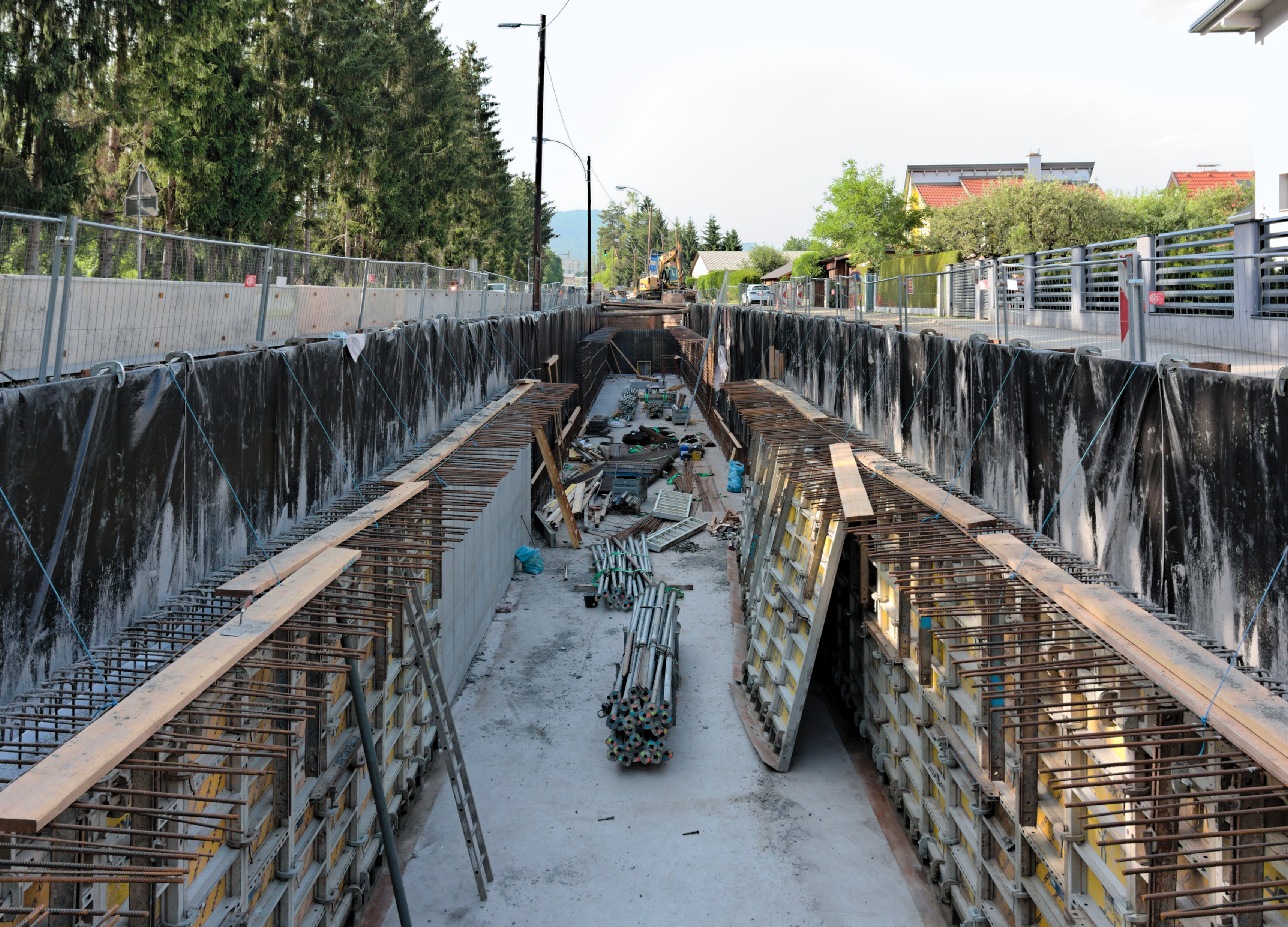
Der Bau eines Stauraumkanals in Graz

Als Stauraumkanal, auch Regenrückhaltekanal genannt, werden Kanalisationsbauwerke von Entwässerungssystemen bezeichnet, in denen das bei heftigen Regenfällen ankommende Wasser zunächst gestaut und nur gedrosselt in die nachfolgende Kanalisation abgelassen wird. Ein Stauraumkanal ist somit ein Sammelkanal mit größerem Querschnitt.

## Hintergrund
Im Planungsverfahren gilt für die Dimensionierung von Staukanälen das Arbeitsblatt DWA-A 117 – Bemessung von Regenrückhalteräumen. Allerdings gibt es keine genauen Vorgaben über die Größe und die Speicherableitungsdauer. Die Dimensionierung wird aus statistischen Auswertungen und Langzeitsimulationen abgeleitet.

## Bauweisen
Im Wesentlichen gibt es zwei unterschiedliche Bauweisen für einen Stauraumkanal:
1. Regenüberlauf-Stauraumkanal: Hier wird, wie beim Regenüberlaufbecken, bei vollständig gefülltem Kanal bedarfsweise Volumen in ein angeschlossenes Gewässer abgeleitet. Vor der Übergabe in das Gewässer wird das Volumen aufbereitet.
2. Regenrückhalte-Stauraumkanal: Hier wird das Volumen lediglich bis zur Weiterleitung in die Kläranlage zurückgehalten. Innerhalb des Stauraumkanals selber erfolgt keine planmäßige Ableitung in ein Gewässer.